# Флориада
Вижте пояснителната страница за други значения на Лясково.
Флориада (на гръцки: Φλωριάδα) със старо име до 1978 г. Лясково (на гръцки: Λιάσκοβο) е планинско село в Мала Влахия, дем Амфилохия, Гърция, на надморска височина от 540 метра. Намира се на 46,5 км северно от Амфилохия и на 25 км югоизточно от Арта.
Селото се намира в североизточния край на историческия район Балтос. На хълма югозападно от селото се намират руини от антично поселище, а на мястото на днешното село се е издигал средновековен град.
Досами селото се намират два православни манастира – посветени съответно на Рождество Богородично и Успение Богородично.